# Lost Anthology
Lost Anthology to kompilacyjny album amerykańskiej grupy hip-hopowej Wu-Tang Clan, wydany 27 grudnia 2007 roku nakładem Think Differently Records. Na albumie znajduje się większość nie publikowanych wcześniej utworów.

## Lista utworów
1. It Was Written
2. 5 Arch Angels
3. Soldiers of Darkness
4. Bloody Choices
5. Ain't No Love Without Hate
6. Medina 718
7. Mic Ammo (Original Version)
8. Mic Ammo (Bronze Nazareth Remix)
9. Big Moe Interlude Rip
10. WTC (The Odd Couple)
11. Nice to Be Important
12. Bust a Slug [Remix]
13. Grey Goose
14. NBA
15. Shattered Armour
16. I Love U So Much
17. Fantasy
18. I Love U So Much (Live)
19. utwór niezatytułowany
20. Anything (Old School Remix)
21. WTC Raekwon (Interlude)
22. Nasty Immigrants
23. Wu Tang Cream Team Line Up
24. Donthink Bruce Lee (Interlude)
25. Park Hill, Pt. 1
26. Park Hill, Pt. 2
27. WTC (Interlude)
28. Wu-Tang Manual Chapter 777
29. Xclusive
30. Rock the Body
31. Chase
32. WTC RZA (Interlude)
33. Wu World Order
34. 2 the Stage
35. Graveyard Chamber
36. Freestyle
37. Whatdafuck
38. Hip Hip Fury
39. Dollar the Weed
40. Worldwide (Switzerland and USA)
41. Soul in the Hole
42. Interlude
43. Time
44. Saga
45. Saga 2000
46. Thought They Knew
47. Medina 718
48. Freestyle in Boise
49. Live Podcast Show
50. Freestyle No. 17
51. Freestyle No. 18
52. Freestyle No. 19